# Marakanân
Marakanân (Maracaná, Marakanã, Maracanã, Marakaná), jedno od plemena američkih Indijanaca koji su živjeli u sjevernobrazilskoj državi Roraima. Prema nekim izvorima istrijebili su ih Xirianá Indijanci s rijeka Matacuni i Uraricaá,i moguće da su nestali. Njihova jezična srodnost nije ustanovljena sa susjednim karipskim i aravačkim plemenima i vode se kao posebna izolirana skupina